# Percuphonante
Albums de Catherine Ribeiro
Soleil dans l'ombre 1989... déjà !
Percuphonante… est un album de Catherine Ribeiro sorti en 1986. 

## Commentaire
Comme son nom l'indique, cet album marque le retour du percuphone et du travail commun avec Patrice Moullet. 
On y trouve Paix 1986, qui n'est pas une reprise du morceau célèbre de l'album de 1972, mais un titre totalement nouveau, quoique sur le même thème. Il s'en dégage, comme de l'album dans son ensemble, un optimisme absent des productions précédentes du groupe Alpes[réf. souhaitée] : Paix 1986 est un hymne à la dimension symphonique (une dimension étonnante quand on sait que tout cela n'est produit que par deux musiciens et une chanteuse).

## Liste des titres
Les textes sont écrits par Catherine Ribeiro, et mis en musique par Patrice Moullet.

### Face A
1. Elles – 3:50
2. Fais Gaffe Petit – 5:31
3. Personne – 4:58
4. Une Vie D'Artiste – 5:37

### Face B
1. Soleil  – 4:05
2. Le Manque – 3:20
3. Sauter A La Corde – 2:19
4. Paix (1986) – 9:26

## Musiciens
- Catherine Ribeiro – Chant
- Patrice Moullet - Percuphone et batterie électronique
- Aldo Martinig - Claviers